# يولاندا بي كول
يولاندا بي كول (بالإنجليزية: Yolanda Be Cool)‏ وهي فرقة غنائية موسيقية أسترالية تأسست سنة 2009 وتتكون من سيلفستر مارتينيز وأندريو ستانلي جونسون بيترسون من أشهر أغانيها we dont speak amiricano أصل هذه الفرقة يعود إلى مدينة روما في إيطاليا .

## روابط خارجية
- يولاندا بي كول على موقع ميوزك برينز (الإنجليزية)
- يولاندا بي كول على موقع أول ميوزيك (الإنجليزية)
- يولاندا بي كول على موقع ديسكوغز (الإنجليزية)